# Ulrich Hänel
Ulrich Hänel (* 6. März 1957 in Plau am See) ist ein ehemaliger deutscher Hockeyspieler. Er gewann zwei olympische Silbermedaillen.

## Karriere
Hänel begann im westfälischen Marl mit dem Hockeysport. 1969 zog er nach Köln, wo er sich Rot-Weiss Köln anschloss. Nachdem Hänel 1978 Deutscher Hallenmeister geworden war, musste der Allroundspieler acht Jahre warten, bis er 1986 erneut in der Halle seinen zweiten Meistertitel gewann.
Auf seine erste Berufung in die deutsche Nationalmannschaft musste Hänel nach seinem ersten Meistertitel nicht so lange warten. Bereits 1978 gewann er mit der deutschen Mannschaft den Europameistertitel, 1980 folgte der Halleneuropameistertitel. Bei der Weltmeisterschaft 1981/1982 scheiterte er mit der deutschen Mannschaft an Pakistan. Nach Bronze bei der Europameisterschaft 1983 stand Hänel mit der deutschen Mannschaft im Finale der Olympischen Spiele 1984 erneut der Mannschaft Pakistans gegenüber und gewann wie bei der WM zweieinhalb Jahre zuvor die Silbermedaille. Dafür wurden er und die deutsche Olympia-Hockeymannscft – wie alle Medaillengewinner bei Olympischen Spielen – vom Bundespräsidenten mit dem Silbernen Lorbeerblatt ausgezeichnet. Bei der Weltmeisterschaft 1986 und bei der Feldhockey-Europameisterschaft 1987 war Ulrich Hänel jeweils am Gewinn der Bronzemedaille beteiligt. Bei den Olympischen Spielen 1988 gehörte Hänel erneut zum Stamm und gewann, diesmal nach einer Finalniederlage gegen die britische Mannschaft, eine weitere Silbermedaille. Insgesamt wirkte Ulrich Hänel von 1978 bis 1989 in 148 Länderspielen mit, davon 6 in der Halle.